# Pseudemoia rawlinsoni
Espèce
Synonymes
- Leiolopisma rawlinsoni Hutchinson & Donnellan, 1988

Pseudemoia rawlinsoni est une espèce de sauriens de la famille des Scincidae.

## Répartition
Cette espèce est endémique d'Australie. Elle se rencontre en Nouvelle-Galles du Sud, au Victoria et en Tasmanie. Sa présence est incertaine dans le Territoire du Nord.

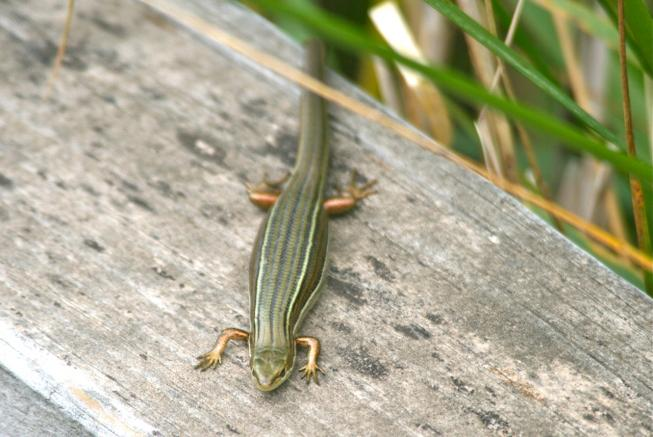

## Étymologie
Cette espèce est nommée en l'honneur de Peter Alan Rawlinson.

## Publication originale
- Hutchinson & Donnellan, 1988 : A new species of scincid lizard related to Leiolopisma entrecasteauxii, from southeastern Australia. Transactions of The Royal Society of South Australia, vol. 112, no 4, p. 143-151 (texte intégral).